# Мочичі
42°34′ пн. ш. 18°15′ сх. д. / 42.56° пн. ш. 18.25° сх. д.
Мочичі (хорв. Močići) — населений пункт у Хорватії, у Дубровницько-Неретванській жупанії у складі громади Конавле.

## Населення
Населення за даними перепису 2011 року становило 447 осіб.
Динаміка чисельності населення поселення: